# Китайгород (Тростянецька селищна громада)
Кита́йгород — село в Україні, у Тростянецькій селищній громаді Гайсинського району Вінницької області. Населення становить 383 особи.

## Етимологія
- На думку історика Омеляна Пріцака назва походить від половців-куманів[1].

## Історія
Село засноване 1686 року. 
12 червня 2020 року відповідно розпорядження Кабінету Міністрів України село увійшло до складу Тростянецької селищної територіальної громади.
19 липня 2020 року, в результаті адміністративно-територіальної реформи та ліквідації Тростянецького району, село увійшло до складу Гайсинського району.

## Населення

### Мова
Розподіл населення за рідною мовою за даними перепису 2001 року:
| Мова       | Кількість | Відсоток |
| ---------- | --------- | -------- |
| українська | 370       | 96.61%   |
| російська  | 13        | 3.39%    |
| Усього     | 382       | 100%     |

## Відомі люди
- Грінчак Василь Якович — український письменник та перекладач.